# را مي ران
را مي ران هي ممثلة كورية جنوبية ولدت في 6 مارس 1975.لعبت دور البطولة في العديد من المسلسلات التلفزيونية مثل نادي الانتقام الجماعي (2017)، الكلب الأسود: كونه مدرسًا (2020)، عيادة الطبيب بارك (2022)، الام الطيبة السيئة، متدربة قاسية (2023).

## روابط خارجية
را مي ران على موقع IMDb (الإنجليزية)
- را مي ران على موقع أول موفي (الإنجليزية)
- را مي ران على موقع قاعدة بيانات الأفلام السويدية (السويدية)
- را مي ران على موقع قاعدة بيانات الفيلم (الإنجليزية)
- را مي ران على موقع كينوبويسك (الروسية)